# Komunistyczna Partia Izraela (1965)
Komunistyczna Partia Izraela (hebr. הַמִפְלָגָה הַקוֹמוּנִיסְטִית הַיִשְׂרְאֵלִית, arab. الحزب الشيوعي الاسرائيلي); potocznie określana akronimem Maki (hebr. מק"י); w latach 1965–1989 jako Rakach (hebr. רק"ח, co jest akronimem od רשימה קומוניסטית חדשה, Nowa Lista Komunistyczna) – izraelska partia polityczna. Powstała w 1965 wskutek rozłamu w Komunistycznej Partii Izraela. Frakcja propalestyńska i antysyjonistyczna utworzyła nową partię Rakach, uznaną przez ZSRR za „oficjalną” partię komunistyczną w Izraelu. Ponieważ historyczna Maki z czasem przestała istnieć, w 1989 Rakach zmieniła przejęła jej nazwę.
Od 1977 Rakach współtworzy lewicowy blok wyborczy Hadasz.

## Historia
Rakah powstało 1 września 1965 w wyniku wewnętrznych nieporozumień w Maki, pierwotnej izraelskiej partii komunistycznej. W jej wnętrzu narastał rozłam między w dużej mierze żydowską i syjonistyczną frakcją kierowaną przez Mosze Sneha (przeciwną coraz bardziej antysyjonistycznej postawie Związku Radzieckiego), a frakcją w większości arabską, która była coraz bardziej antysyjonistyczna. W rezultacie frakcja proarabska/proradziecka (w tym Emil Habibi, Taufik Tubi i Me’ir Wilner) opuściła Maki, tworząc nową partię Rakah, którą Związek Radziecki uznał za „oficjalną” partię komunistyczną. Eurokomunistyczna frakcja, na czele której stał Sneh, pozostała w Maki.
W wyborach 1965 partia Rakah zdobyła trzy mandaty, pokonując w całości Maki, której wynik spadł do zaledwie jednego. Sprzeciw Rakaha wobec syjonizmu i wojny sześciodniowej oznaczał, że zostali wykluczeni z rządów jedności narodowej szóstego Knesetu. W wyborach w 1969 Rakah ponownie zdobył trzy mandaty. Podczas wyborów w 1973 odnotowała wzrost poparcia, gdy partia zdobyła cztery mandaty.
Przed wyborami w 1977 roku partia połączyła się z innymi niedużymi ugrupowaniami lewicowymi i arabskimi, w tym z niektórymi członkami izraelskich Czarnych Panter, tworząc Hadash. Hadasz to akronim hebrajskiego „Demokratyczny Front na rzecz Pokoju i Równości” (Hachazit Hademokratit leshalom uleshivyon – „החזית הדמוקרטית לשלום ולשוויון”, w języku arabskim al-dżabha al-dimukratijja lil-salam wa al-musawa – الجبهه الدمقراطية للسلام والمساواةا). W międzyczasie pierwotna Maki zniknęła po połączeniu się z socjaldemokratyczną Ratz w 1981. W 1989 członkowie Rakah postanowili zmienić nazwę partii na Maki, aby odzwierciedlić ich status jedynej oficjalnej partii komunistycznej w Izraelu. Partia do dziś pozostaje wiodącą siłą w Hadash. Koalicja Hadash liczy obecnie pięciu członków w dwudziestym trzecim Knesecie.